# کدهای پستی در اسپانیا
کدهای پستی اسپانیا (به انگلیسی: Spanish postal codes) در تاریخ ۱ ژوئیه ۱۹۸۴ هنگامی که شرکت دولتی پست و تلگراف اسپانیا (کورئوس) سامانه‌ی خودکار تفکیک مرسولات پستی را ارائه کرد، معرفی شد. آن‌ها از پنج رقم عددی تشکیل شده‌اند دو رقم اول، که در بازه‌ی ۰۱ تا ۵۲ قرار دارند، مربوط به یکی از ۵۰ استان اسپانیا یا یکی از دو شهر خودمختار واقع در سواحل آفریقا می‌باشد.

## پیش‌شماره‌های دو رقمی

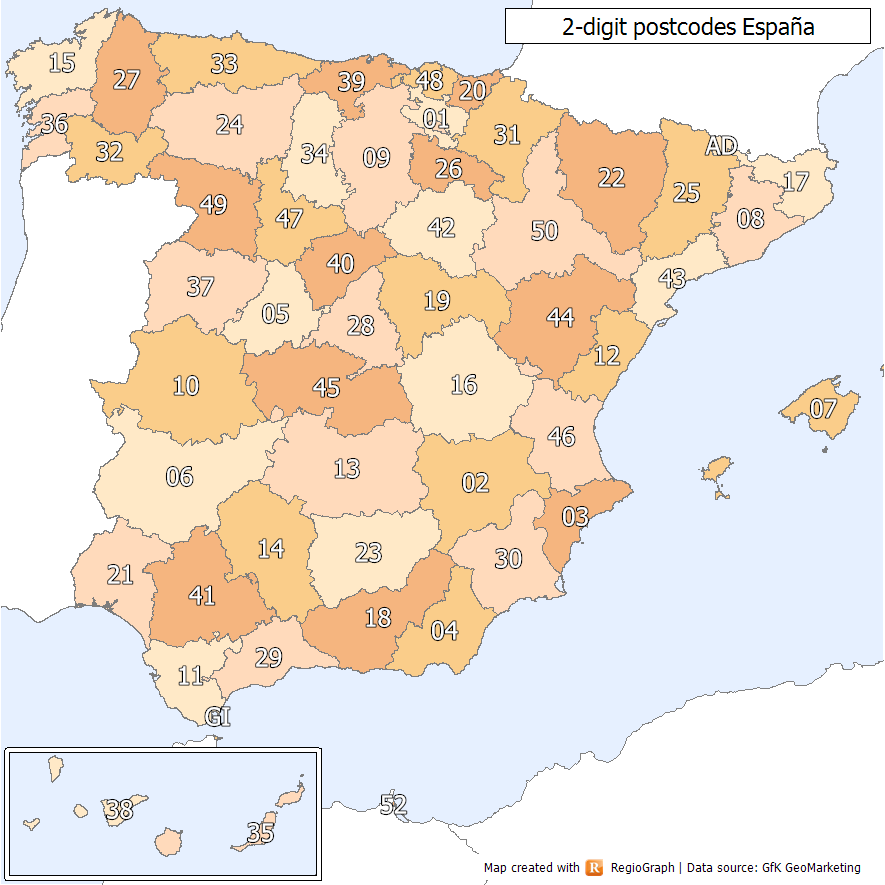
کدهای پستی دو رقمی

دو رقم اول کد پستی اسپانیا متعلق به شناسهٔ استان یا شهر خودمختار می‌باشد. این اعداد بر اساس ترتیب الفبایی ۵۰ استان اسپانیا در زمان اجرای نظام کدگذاری تعیین شده‌اند. نام رسمی برخی از استان‌ها از آن زمان تغییر کرده‌اند، یا به نسخه‌ای از نام به زبان محلی خود (برای مثال، «Guipúzcoa» از زبان اسپانیایی به «Gipuzkoa» در زبان باسکی) تغییر یافته‌اند، یا از نام جامعه‌ی خودمختار به‌جای نام پایتخت استان (برای مثال، نام‌گذاری سانتاندر به استان کانتابریا) استفاده شده است. در این موارد، کد اختصاصی اولیه حفظ شده که منجر به بروز برخی استثناها در ترتیب الفبایی شده است. افزودن بر این، سئوتا و ملیلیه در ابتدا به ترتیب در مناطق پستی کادیز و  مالاگا گنجانده شده بودند؛ در سال ۱۹۹۵ کدهای ویژه خود را دریافت کردند و به این ترتیب در پایان فهرست قرار گرفتند.
فهرست زیر شامل تمامی ۵۲ پیش‌شماره دو رقمی است که به ۵۰ استان و ۲ شهر خودمختار اختصاص داده شده‌اند. نام استان‌هایی که در هنگام اجرای سیستم کد گذاری براساس مرتب‌سازی الفبایی کاربرد داشته‌اند و با نام کنونی، متفاوت اند، در داخل کروشه، ذکر شده است.
- ۰۱ - آلابا
- ۰۲ - آلباسته
- ۰۳ - آلیکانته
- ۰۴ - آلمریا
- ۰۵ - آبیلا
- ۰۶ - باداخس
- ۰۷ - جزایر بالئاریبه اسپانیایی:  Baleares- بالئارس
- ۰۸ بارسلون
- ۰۹- بورگس
- ۱۰ - کاسرس
- ۱۱ - کادیس
- ۱۲ - کاستلیون
- ۱۳ - سیوداد رئال
- ۱۴ - کوردوبا
- ۱۵ - دا کرونیا (به اسپانیایی:  La Coruña - لا کرونیا)
- 16 -  کوئنکا
- ۱۷ - خیرونا (به اسپانیایی: Gerona - گرونا)
- ۱۸ - گرانادا
- ۱۹ - گوادالاخارا
- ۲۰ - گیپوسکوا (به اسپانیایی: Guipúzcoa؛ به باسکی:  Gipuzkoa)
- ۲۱ - اوئلوا
- ۲۲ - اوئسکا
- ۲۳ - خائن
- ۲۴ - لئون
- ۲۵ - ییدا (به اسپانیایی: Lérida)
- ۲۶ - لاریوخا  (به اسپانیایی: Logroño)
- ۲۷ -  لوگو
- ۲۸ - مادرید
- ۲۹ - مالاگا
- ۳۰ - مورسیا
- ۳۱ - ناباره (به اسپانیایی: Navarra - نابارا)
- ۳۲- اورنسه (Orense - اٌرنسه)
- ۳۳- آستوریاس (Oviedo)
- ۳۴- پالنسیا
- ۳۵- لاسپالماس (Palmas, Las)
- ۳۶- پنتبدرا
- ۳۷- سالامانکا
- ۳۸- سانتا کروس (جزایر قناری)
- ۳۹ - کانتابریا (Santander - سانتاندر)
- ۴۰ - سگوبیا
- ۴۱ -  سویل  (Sevilla - سویا)
- ۴۲ - سریا
- ۴۳ - تاراگونا
- ۴۴ - تروئل
- ۴۵ - تولدو
- ۴۶ - والنسیا
- ۴۷ - وایادولید
- ۴۸ - بیسکای (Vizcaya - بیسکایا /ویسکایا)
- ۴۹ - سامورا
- ۵۰ - ساراگوسا
- ۵۱ - سبته
- ۵۲ - ملیلیه

## ارقام پسین
رقم سوم کد پستی اسپانیا برای شناسهٔ شهرهای بزرگ یا مسیرهای اصلی استفاده می‌شود. که صفر نشان دهنده مرکز استان است،به عنوان مثال، سن سباستین، به عنوان مرکز استان گیپوسکوا، از کد پستی «200xx» استفاده می‌کند. 
رقم‌های چهارم و پنجم به عنوان شناسهٔ مناطق تحویل (حمل بار)، برنامه‌های مسیر سفر یا برنامه سفر پیوند بین روستایی استفاده می‌شوند.
برخی کدهای رزرو شده‌ مورد استفاده ویژه در مرکز استان شامل:
- ۰۷۰ : استفاده رسمی توسط کورئوس
- ۰۷۱ : برای نشانی‌دهی به سازمان‌های استانی در استان مورد نظر
- ۰۸۰ : صندوق‌های پستی و فهرست‌های پستی